# Kropyvnytskyi (huyện)
Huyện Kropyvnytskyi (tiếng Ukraina: Кропивницький район, chuyển tự: Kropyvnytskyi raion) là một huyện của tỉnh Kirovohrad thuộc Ukraina. Huyện Kropyvnytskyi có diện tích 1557 km², dân số theo điều tra dân số ngày 5 tháng 12 năm 2001 là 37711 người với mật độ 24 người/km2. Trung tâm huyện nằm ở Kropyvnytskyi.